# Heteronitis tridens
Heteronitis tridens är en skalbaggsart som beskrevs av François Louis Nompar de Caumont de Laporte 1840. Heteronitis tridens ingår i släktet Heteronitis och familjen bladhorningar. Inga underarter finns listade i Catalogue of Life.

## Bildgalleri

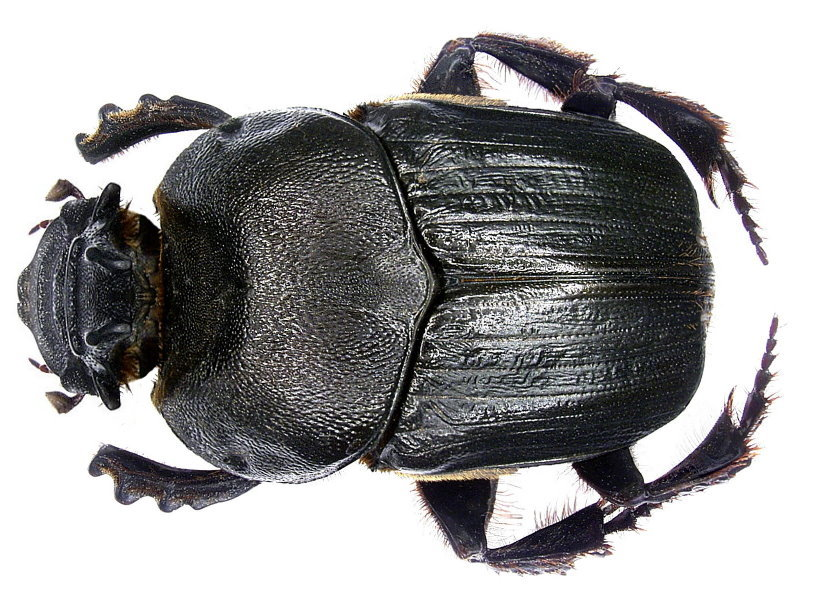
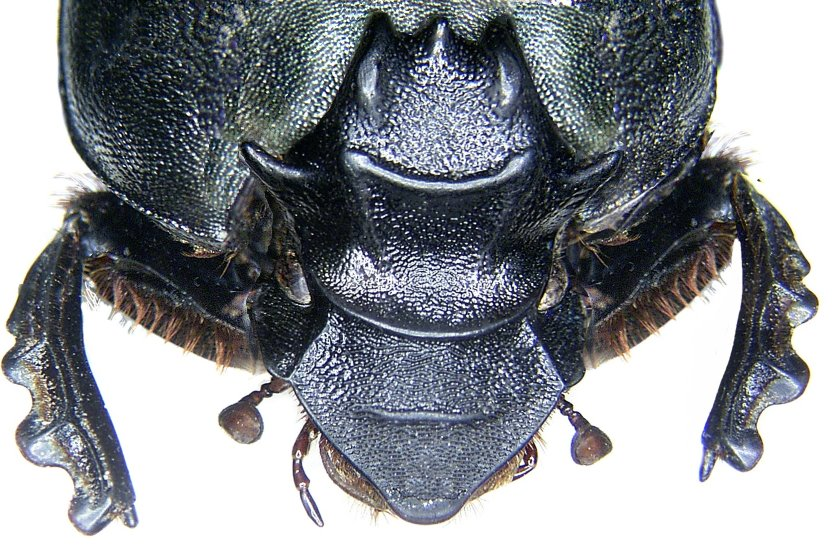
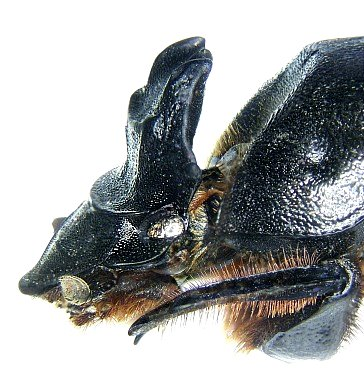